# 려명하
려명하(1980년 9월 13일 ~ )는 대한민국의 희극 배우이다.

## 출연작품
SBS 웃찾사
- 러브포맨
- 야옹아